# Rogério Gomes (padre)
Rogério Gomes C.Ss.R. (Alterosa, 7 de outubro de 1974) é sacerdote católico brasileiro. Superior-geral da Congregação do Santíssimo Redentor desde 2022.

## Biografia
Pe. Rogério Gomes nasceu em 07 de outubro de 1974 em Alterosa, Minas Gerais (MG), Brasil. Ele vem de uma família pequena. Em 1994 ingressou no Seminário Santo Afonso dos Redentoristas em Aparecida, Província de São Paulo. Fez sua primeira profissão na Congregação em 27 de janeiro de 2002 e foi ordenado sacerdote em 10 de junho de 2006.
Trabalhou como formador de estudantes de Filosofia e Teologia. Em 2007, foi enviado a Roma para estudar Teologia Moral. Após concluir a Licenciatura, retornou a São Paulo, Brasil, e ministrou cursos de moral, bioética e outros cursos no Instituto São Paulo de Estudos Superiores (ITESP), Escola Dominicana de Teologia (EDT) e Faculdade de Teologia São Bento. 
Em 2009, foi novamente a Roma para obter o doutorado em Teologia Moral. Em 2013, foi nomeado professor da Academia Alfonsiana. Em 2014 foi eleito Superior Provincial da Província de São Paulo e logo depois como Presidente da União dos Redentoristas do Brasil (URB). Nos anos de 2014-2016, foi também Vice-Presidente do Instituto Superior de Teologia (ISPES/ITESP).
Em 2016, no XXV Capítulo Geral em Pattaya, Tailândia, foi eleito Conselheiro Geral da Conferência dos Redentoristas da América Latina e do Caribe.
Como Conselheiro Geral (2016-2022), foi membro da Secretaria Geral da Formação, da Comissão dos Irmãos Redentoristas e da Comissão Mista da Academia Alfonsiana. Foi também membro da Comissão dos Ateneus Romanos – UISG (União Internacional dos Superiores Gerais). 
Durante o XXVI Capítulo Geral em Roma, em 27 de setembro de 2022, aniversário do nascimento de Santo Afonso de Ligório, foi eleito o 18º Superior Geral da Congregação do Santíssimo Redentor.
Pe. Rogério Gomes é atualmente professor convidado da Accademia Alfonsiana, Roma. Membro da Sociedade Brasileira de Bioética (SBB), da Sociedade Brasileira de Teologia Moral (SBTM) e da Rede de Estudos de Vigilância (SSN). Membro do grupo PHAES (Pessoa Humana, Antropologia, Ética e Sexualidade) da Pontifícia Universidade Católica de São Paulo. Ele fala português, italiano, espanhol e inglês e lê francês.